# تثلم الضلوع
تثلم الضلوع هو علامة شعاعية حيث يتشوه سطح الضلع. يمكن وصفه بأنه وحيد أو ثنائي الجانب، ويجب التمييز بين التأثير على السطح العلوي (الفوقاني) أو السفلي (التحتاني) من الضلع.

## الأسباب
يمكن أن يترافق تثلم الضلع السفلي مع تضيق الأبهر (نتيجة توسع الشرايين الوربية  )، أو انسداد الوريد الأجوف العلوي ، أو الناسور الشرياني الوريدي، أو يتبع تحويلة بلالوك توسيغ .
أسباب تثلم الضلع السفلي عن طريق علم الأسباب المرضية:
شرياني : تضيق الأبهر، خثار الأورطي، قلة الدم الرئوي / التشوه الشرياني الوريدي، تحويلة بلالوك توسيج، رباعية فالوت، غياب الشريان الرئوي وتضيق الرئة.
وريدي : تشوهات شريانية وريدية لجدار الصدر، الوريد الأجوف العلوي أو انسداد وريدي مركزي آخر.
مكون عصبي : ورم عصبي وربي، ورم عصبي ليفي من النوع 1، شلل الأطفال (التهاب سنجابية النخاع).
عظمي : فرط الدريقات، الثلاسيمية، متلازمة ملنيك نيدلز.,
تشمل الأسباب الأخرى لتثلم  الضلع العلوي: شلل الأطفال، تكون العظم الناقص، الورام الليفي العصبي، متلازمة مارفان، مرض وعائي كولاجيني، وفرط الدريقات.